# Sozialgericht Gelsenkirchen

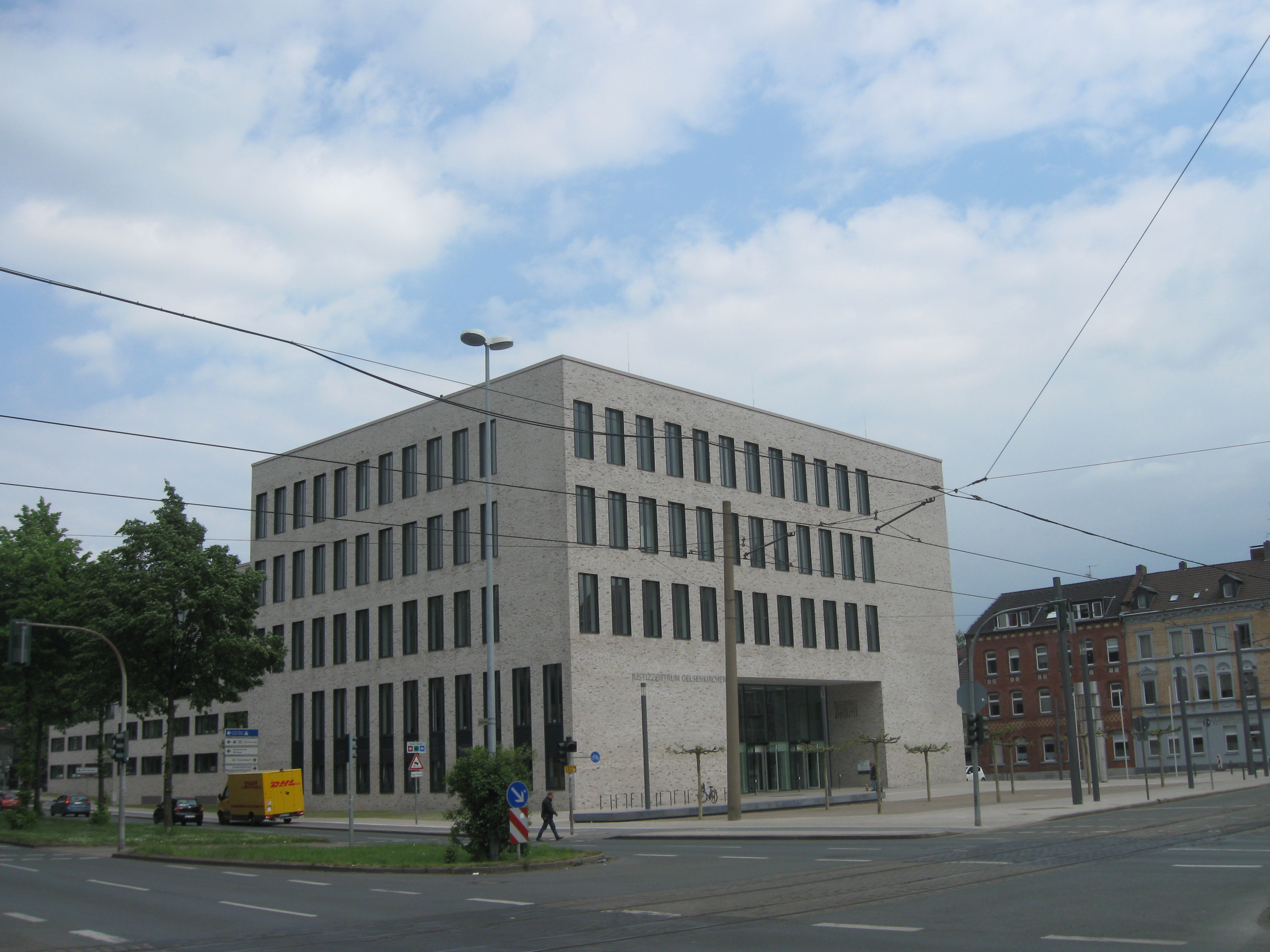
Das Justizzentrum Gelsenkirchen an der Bochumer Straße ist seit 2016 Sitz des Sozialgerichts Gelsenkirchen

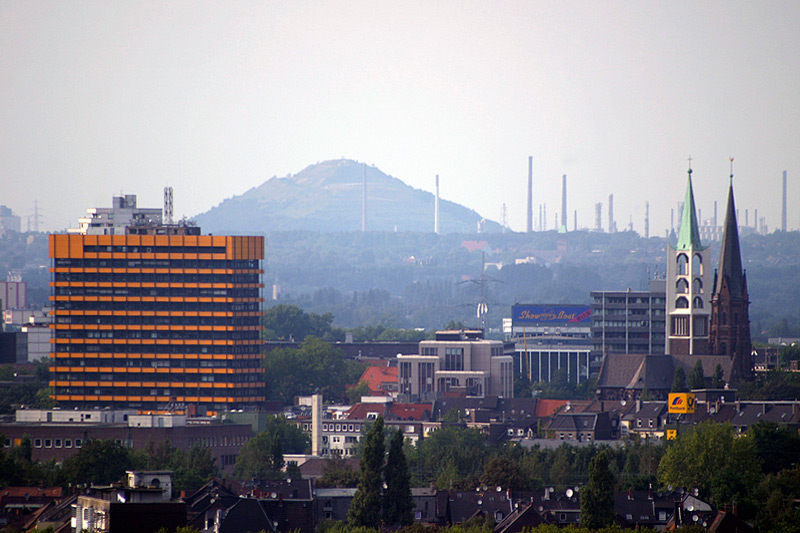
Blick über Gelsenkirchen. Das 1973 erbaute, auffällige gelbe Hochhaus links war bis zum Umzug der Gelsenkirchener Justiz 2016 lange Jahre Sitz des Sozialgerichts.

Das Sozialgericht Gelsenkirchen mit Sitz in der Stadt Gelsenkirchen ist ein Gericht der Sozialgerichtsbarkeit und eines von acht Sozialgerichten in Nordrhein-Westfalen. Es wird seit Juni 2024 von Oliver Kahlert als Präsidenten geleitet.

## Gerichtsbezirk
Der Gerichtsbezirk erstreckt sich auf die Städte Bottrop, Gelsenkirchen, Herne, Castrop-Rauxel, Datteln, Dorsten, Gladbeck, Haltern am See, Herten, Marl, Oer-Erkenschwick, Recklinghausen und Waltrop.

## Gerichtssitz
Das 1959 errichtete Gericht war jahrzehntelang verteilt auf fünf Etagen in dem 17-stöckigen Hamburg-Mannheimer-Hochhaus in der Ahstraße 22 in der Gelsenkirchener Altstadt untergebracht. Nach Fertigstellung des in Gelsenkirchen-Ückendorf am Gelsenkirchener Wissenschaftspark entstandenen Justizzentrums Gelsenkirchen zog das Sozialgericht Ende Januar 2016 (zusammen mit dem Amtsgericht Gelsenkirchen und dem Arbeitsgericht Gelsenkirchen) in den neuen Komplex an der Bochumer Straße 79 ein, wo ihm fünf Verhandlungssäle zugeteilt wurden.

## Übergeordnete Gerichte
Direkte übergeordnete Instanz ist das Landessozialgericht Nordrhein-Westfalen in Essen. Revisionsinstanz ist das Bundessozialgericht in Kassel.

## Juristen, die am Sozialgericht Gelsenkirchen tätig waren
- Helge Loytved, (Vorsitzender Richter am 9. und 10. Senat des Bundessozialgerichts)